# Lycosa forresti
Lycosa forresti este o specie de păianjeni din genul Lycosa, familia Lycosidae, descrisă de Mckay, 1973.
Este endemică în Western Australia. Conform Catalogue of Life specia Lycosa forresti nu are subspecii cunoscute.